# Жаб'яча черепаха Даля
Жаб'яча черепаха Даля (Mesoclemmys dahli) — вид черепах з роду Жаб'яча черепаха родини Змієшиї черепахи. Отримала назву на честь шведського зоолога Георга Даля. Інша назва «каррачина».

## Опис
Загальна довжина досягає 21,5 см. Голова велика, широка, коротка, ніс трохи витягнутий. Верхня щелепа зубчата. На підборідді є декілька вусиків. Панцир має овальну або еліптичну форму. Зверху він трохи сплощений. У молодих осіб є слаборозвинений спинний кіль. Пластрон добре розвинений та зубчатий позаду. Хвіст у самців довший ніж у самиць.
Забарвлення голови, шиї, кінцівок та хвоста коливається від сірого до оливково-коричневого кольору. Панцир оливковий, коричневий.

## Спосіб життя
Значну частину проводить у ставках, дрібних річках, зустрічається на пасовищах поблизу водойм. Харчується рибою, молюсками, водними безхребетними, земноводними, падлом. Для захисту зі своїх залоз випускає дуже смердючий запах. Доволі агресивна.
Самиця у вересні—жовтні відкладає від 1 до 6 яєць.

На відміну від інших черепах, місцевими мешканцями не вживається в їжу.

## Розповсюдження
Мешкає у Колумбії.